# Gaëtan Clerc
Pour les articles homonymes, voir Clerc.
Gaëtan Clerc, né le 13 janvier 1991 à Écully, en Rhône, est un joueur français de basket-ball. Il évolue au poste de meneur et d'arrière. Il a été formé au centre de formation du SLUC Nancy. Il a grandi dans la région lyonnaise et a toujours été soutenu par sa famille, son frère et sa petite sœur.

## Biographie
En 2009, il rejoint le centre de formation de Nancy qui évolue en Pro A où il dispute quelques matchs avec l'équipe pro puis en 2010 il annonce son départ de Nancy.
En 2010, il intègre l'équipe de Liévin dans le nord de la France où il évolue en NM1 pendant une saison avant de signer à Aix Maurienne Savoie Basket en juillet 2011.
Après une première saison convaincante, Gaëtan Clerc prolonge son contrat de deux ans. Lors du déplacement à Fos-sur-Mer lors de la saison 2012-2013 il inscrit 18 points, ce qui établit son nouveau record de points en carrière, alors qu'il n'avait jusqu'alors pas dépassé les 10 points.
Il finit sa deuxième saison avec le club savoyard avec une moyenne de 6,8 points par matchs.
Durant la trêve estivale, Gaëtan Clerc a prolongé son contrat de trois ans en Savoie.
Pendant la saison 2013-2014, Gaëtan Clerc franchit un nouveau cap avec le club savoyard en intégrant le 5 de départ de la formation aixoise.
Lors de l'intersaison 2014-2015, Gaëtan Clerc est courtisé par de nombreux clubs, dont l'équipe de Pro A de Champagne Châlons Reims Basket, mais il finit par signer le 25 juin 2014 avec le club de Fos Ouest Provence Basket pour être sûr d'avoir un temps jeu important.
Le 22 mai 2015, Gaëtan Clerc mettra un terme à sa carrière professionnelle, il continuera à jouer au basket-ball dans un des clubs de ses débuts en championnat de France de Nationale 3 masculin avec la Ravoire Challes profitant pour passer ses diplômes d'entraineur.
Il entrainera aussi l'équipe réserve du Pays Voironnais Basket Club évoluant en Pré-Nationale et occupera également un poste au pole espoir de la Ligue des Alpes.
Au mois de juin 2020, il s'engage au Stade rochelais Rupella pour la saison 2020-2021 de NM1 et étudie le management en Master 2 à l'EM Lyon Business School,.

## Palmarès
- Champion de France de Pro B en 2024